# Medalhas Andrew Carnegie para a Excelência na Ficção e Não Ficção
As Medalhas Andrew Carnegie de Excelência em Ficção e Não Ficção foram criadas, em 2012, para reconhecer os melhores livros de ficção e não-ficção para leitores adultos publicados nos EUA no ano anterior. São nomeados em honra do filantropo do século XIX norte-americano Andrew Carnegie, em reconhecimento da sua profunda crença no poder dos livros e na aprendizagem para mudar o mundo. O prémio é apoiado pela Corporação Carnegie de Nova Iorque e administrado pela American Library Association (ALA). A Booklist e a Referência e o Usuário de Serviços d.e Associação (RUSA) são co-patrocinadores dos prémios. Os finalistas e os vencedores são escolhidos por um comité de sete membros de especialistas bibliotecários que trabalham com adultos leitores. O comité de selecção anual é composto por um presidente, três editores ou colaboradores Booklist, e três ex-membros do Conselho de Livros Notáveis RUSA CODES.
Os vencedores, um de ficção e outro de não-ficção, são anunciados num evento em junho, na Conferência Anual da American Library Association; os autores vencedores receberem 5.000 dólares americanos em dinheiro, e os dois finalistas em cada categoria recebem $1.500.

## Finalistas e vencedores
| Ano  | Ficção            | Ficção                      | Ficção                                                                             | Não-ficção           | Não-ficção                                                                                  | Não-ficção | Refs.             |
| Ano  | Vencedor          | Obra                        | Finalistas                                                                         | Vencedores           | Obra                                                                                        | Finalistas | Refs.             |
| ---- | ----------------- | --------------------------- | ---------------------------------------------------------------------------------- | -------------------- | ------------------------------------------------------------------------------------------- | --- | ----------------- |
| 2012 | Anne Enright      | The Forgotten Waltz         | - Russell Banks, Lost Memory of Skin - Karen Russell, Swamplandia!                 | Robert K. Massie     | Catherine the Great: Portrait of a Woman                                                    | - James Gleick, The Information: A History, a Theory, a Flood - Manning Marable, Malcolm X: A Life of Reinvention                                                 | [ 3 ] [ 4 ]       |
| 2013 | Richard Ford      | Canada                      | - Junot Díaz, This Is How You Lose Her - Louise Erdrich, The Round House           | Timothy Egan         | Short Nights of the Shadow Catcher: The Epic Life and Immortal Photographs of Edward Curtis | - Jill Lepore, The Mansion of Happiness: A History of Life and Death - David Quammen, Spillover: Animal Infections and the Next Human Pandemic                    | [ 5 ] [ 6 ] [ 7 ] |
| 2014 | Donna Tartt       | The Goldfinch               | - Chimamanda Ngozi Adichie, Americanah - Edwidge Danticat, Claire of the Sea Light | Doris Kearns Goodwin | The Bully Pulpit: Theodore Roosevelt, William Howard Taft, and the Golden Age of Journalism | - Nicholas A. Basbanes, On Paper: The Everything of Its Two-Thousand-Year History - Sheri Fink, Five Days at Memorial: Life and Death in a Storm-Ravaged Hospital | [ 8 ]             |
| 2015 | Anthony Doerr     | All the Light We Cannot See | - Chang-Rae Lee, On Such a Full Sea - Colm Tóibín, Nora Webster                    | Bryan Stevenson      | Just Mercy: A Story of Justice and Redemption                                               | - Elizabeth Kolbert, The Sixth Extinction: An Unnatural History - Lawrence Wright, Thirteen Days in September: Carter, Begin and Sadat at Camp David              | [ 9 ] [ 10 ]      |
| 2016 | Viet Thanh Nguyen | The Sympathizer             | - Jim Shepard, The Book of Aron - Hanya Yanagihara, A Little Life                  | Sally Mann           | Hold Still: A Memoir with Photographs                                                       | - Helen Macdonald, H is for Hawk - Andrea Wulf, The Invention of Nature: Alexander von Humboldt’s New World                                                       | [ 11 ] [ 12 ]     |